# Simorhina sciodes
Simorhina sciodes är en insektsart som beskrevs av Jacobi 1908. Simorhina sciodes ingår i släktet Simorhina och familjen spottstritar. Inga underarter finns listade i Catalogue of Life.